# Huo Hsing Vallis
Huo Hsing Vallis je velmi staré údolí či bývalé řečiště na povrchu Marsu, nachází se v Syrtis Major. Údolí je velmi typické charakterem eroze, která zanechala síť prasklin na povrchu Marsu.

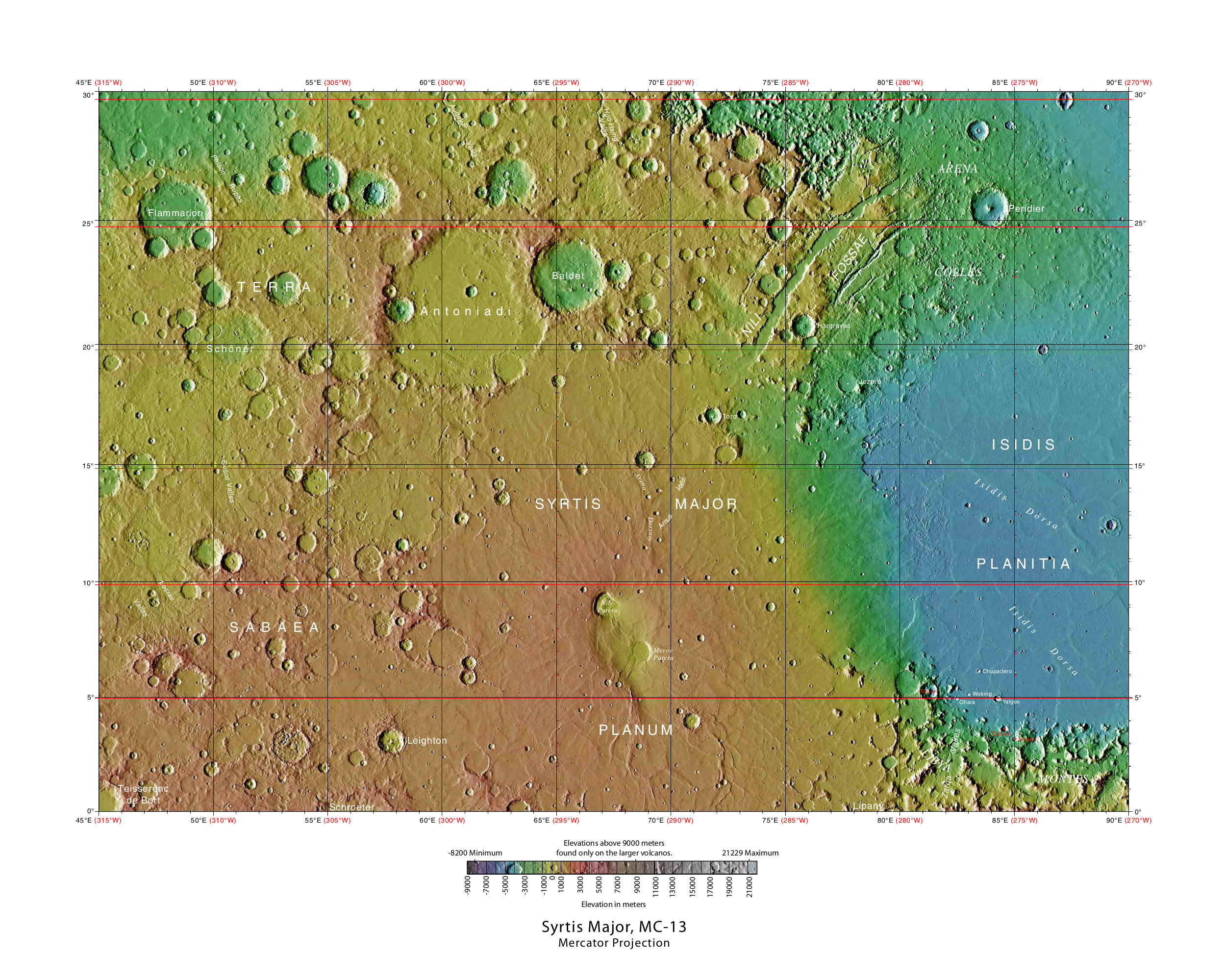
Oblast Syrtis Major na Marsu.
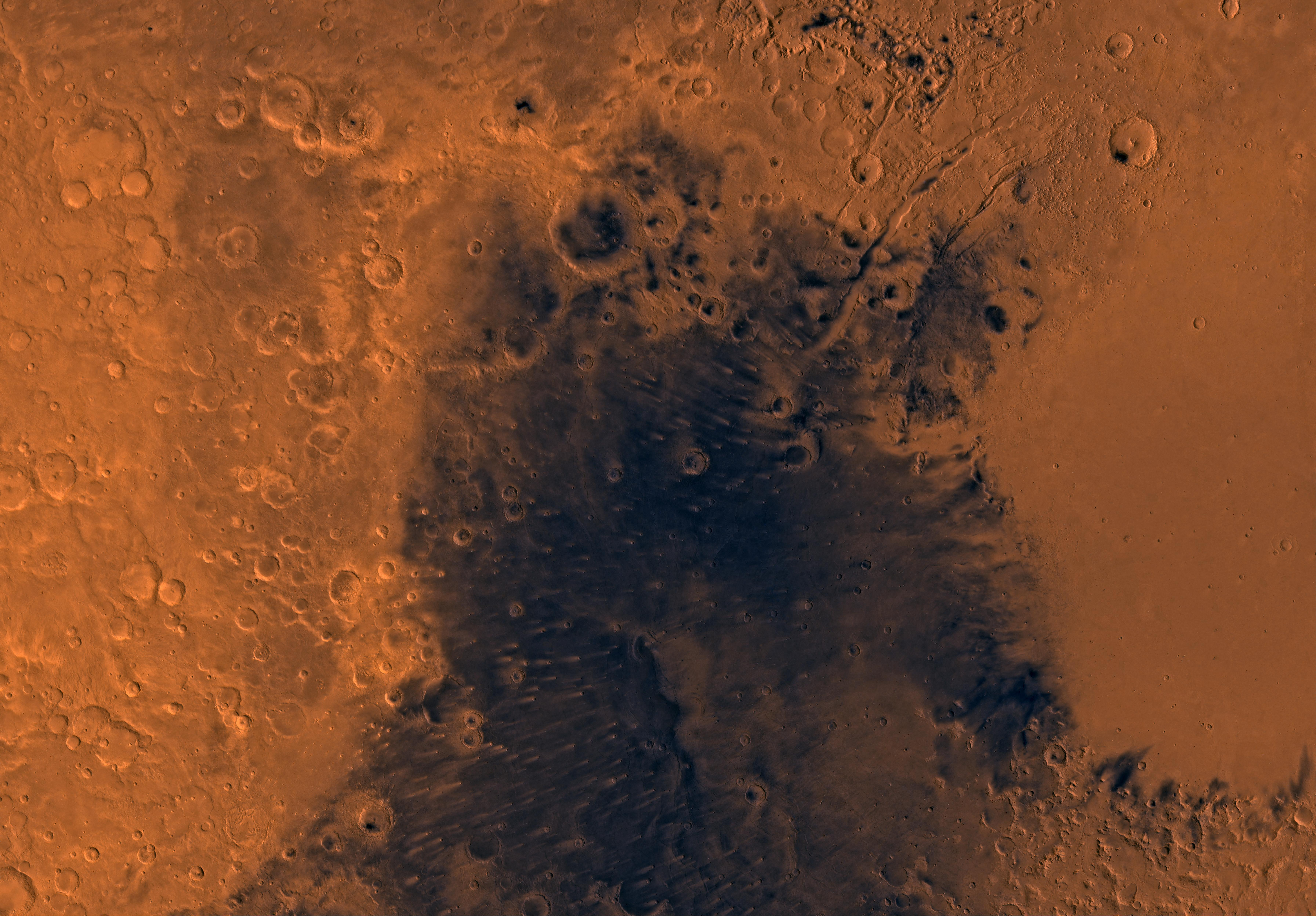
Vyobrazení Syrtis Major (NASA) s prasklinou Huo Hsing Vallis nahoře uprostřed.